# Coldenia procumbens
Coldenia procumbens är en strävbladig växtart som beskrevs av Carl von Linné. Coldenia procumbens ingår i släktet Coldenia, och familjen strävbladiga växter. Inga underarter finns listade i Catalogue of Life.

## Bildgalleri

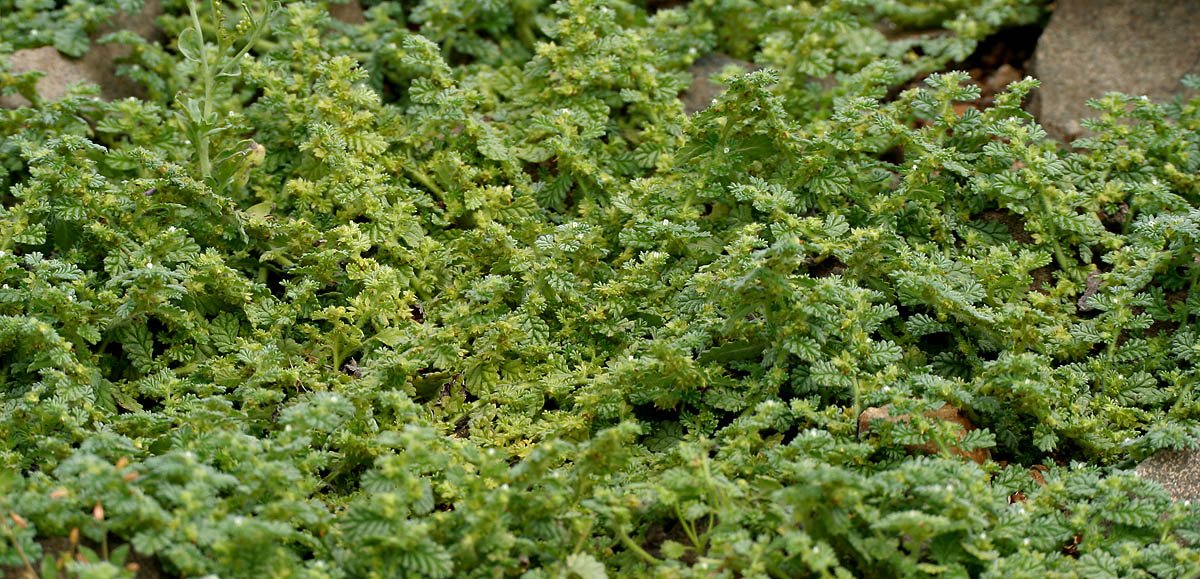
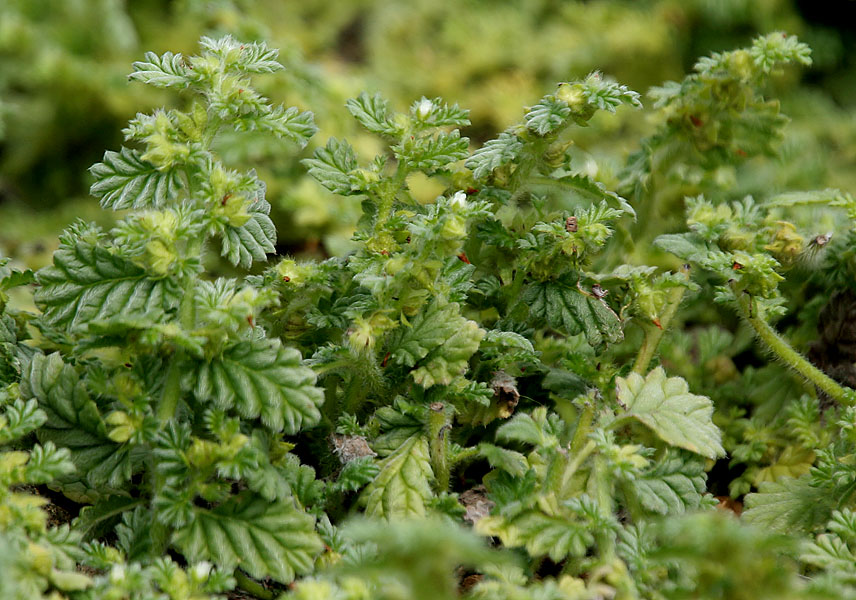
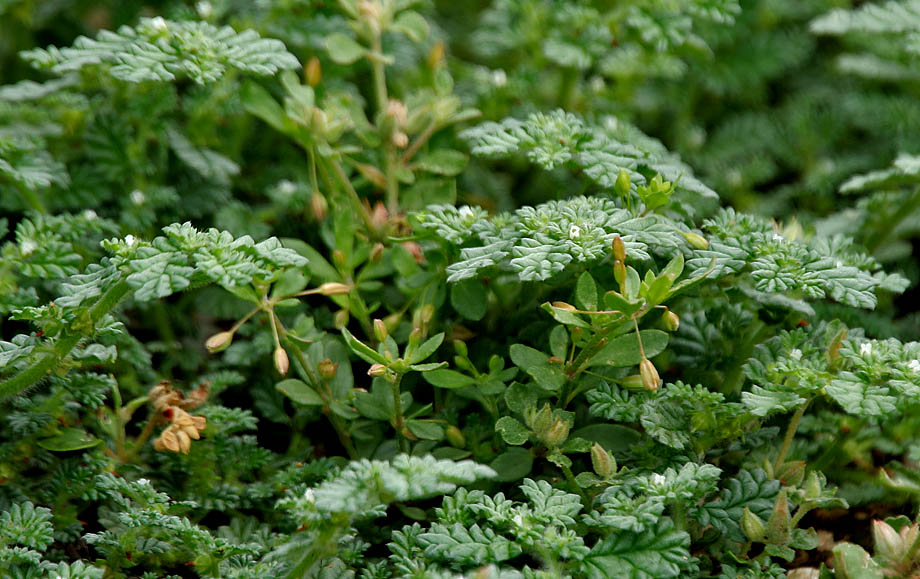
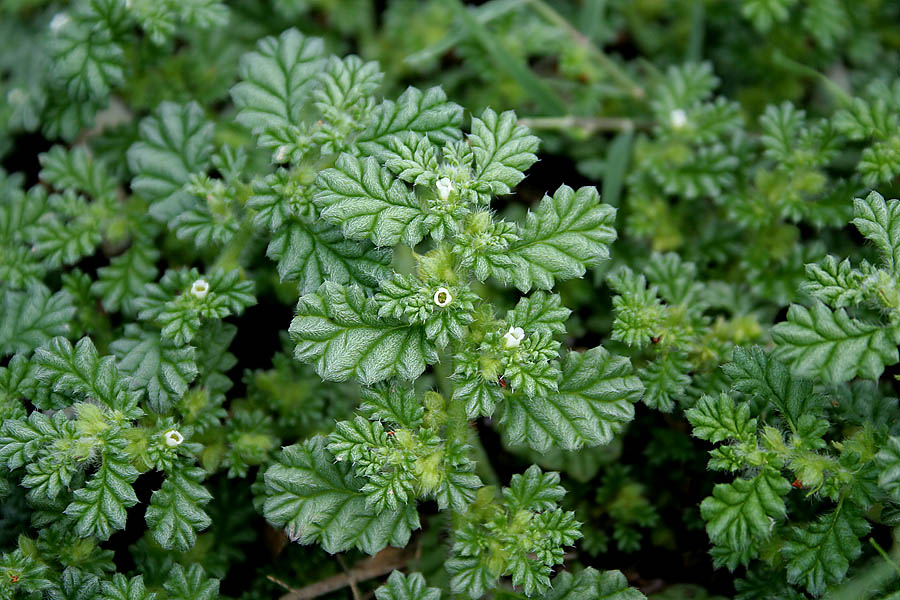
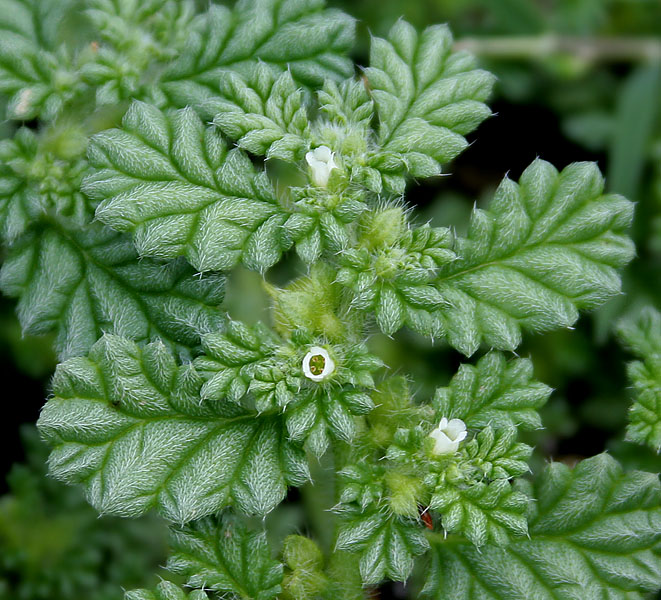
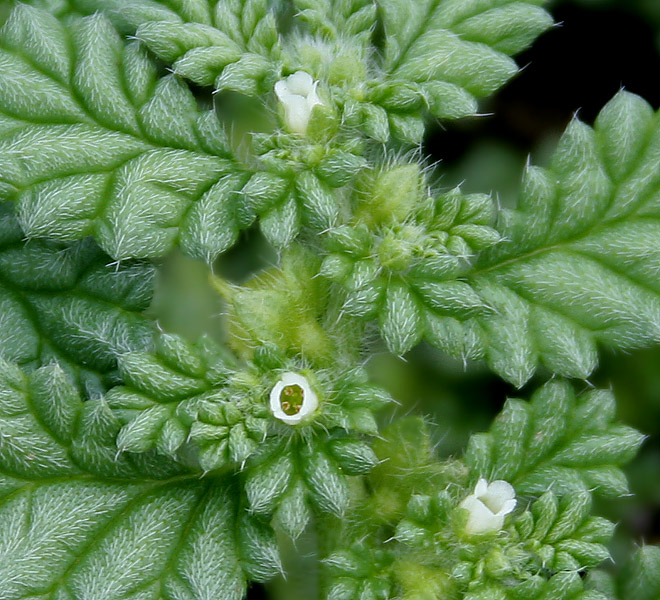